# درنای پس‌سرسفید
درنای پس‌ِسرسفید (نام علمی: Grus vipio) نام یک گونه از سرده درناها است.